# なでしこ寿司
なでしこ寿司（なでしこすし）は、株式会社フレディアンスが運営する寿司店。2010年から2022年まで東京都・秋葉原に店舗を構えていたが、以降は不定期での営業となっている。店長は千津井由貴。女性のすし職人のみで運営する寿司店として営業している。

## 概要
「世界中の人に、旬のおいしい寿司とおもてなしのサービスを提供すること」を理念として掲げ、旬の食材、美しい盛り付け、対面接客の重視などを特徴としている。特に、仕入れから接客まで女性が中心となって運営されていることが特徴である。これは、女性の方がおもてなしの心や細やかな気遣いを持ちよりよい接客ができると考えられたことや、リーマンショックによる人材難に伴って、女性の雇用機会を確保する必要に駆られていたことなどが原因である。
男尊女卑の根強い寿司業界にあって、女性寿司職人に対する差別や偏見は強かった。例えば、「女は体温が高いし、生理もあるから握るな」「化粧の粉が寿司に落ちる」「板場に立つには10年必要。小娘が！」「カウンターは伝統の技を披露する職人の舞台」「お前の寿司は本物じゃない」などといった差別があったという。
こうした困難を乗り越え、2014年には世界初の女性寿司職人専門店へと成長し、2020年に開店10周年を迎えた。

## 沿革

### 開店
半導体関連の人材派遣を行うプロフィティ株式会社の運営の元、2010年9月26日にプレオープン、10月1日に本オープンした。出店場所を秋葉原にした理由は、流行の情報発信基地という特性を活かし、認知度を高めるためである。

### 開店以降
開店した当初は、男性寿司職人が客として冷やかしに来るなどの苦労もあったが、秋葉原という土地柄もあり、開店から「萌え寿司」として繁盛した。2か月ほどすると客足が遠のき始めたため、運営会社の方針から、客の要望に答えるためにメイドカフェ的なサービスを実施することもあった。
しばらくすると理解を示す客も増え、外国人の客も入店するようになった。また、2011年7月のFIFA女子ワールドカップで日本代表のなでしこジャパンが優勝したこともきっかけになり、メディア露出が増加した。

### 運営会社変更
2015年に運営会社とオーナーが変更された。それ以降の運営会社は株式会社フレディアンスである。
それまでは仕入れ担当が存在していたが、店長の千津井自ら市場に買付に行くようになった。また、寿司を握るだけではなく、仕込みや厨房作業についても女性だけで行えるようになった。
2019年6月には、自動車メーカーのレクサスとのコラボレーションも実施している。

### ストーカー被害と営業妨害
2018年4月5日に、3年以上にわたるストーカー被害と店への誹謗中傷をJ-CASTの取材に対し告白した。男性客がある従業員に好意を寄せてストーカー行為をし始め、さらに千津井へのストーカー行為や店への営業妨害といえる行為、インターネット上での誹謗中傷を行ったという。新規の客への影響などを考え、オーナーとも相談し公表する必要があると感じ取材に答えた。また、これとは別に、一部の男性客が千津井や店員に恋愛感情を抱き、店の営業の支障になってしまう場合も少なくないという。

### ツイッター上での炎上
2019年10月25日、ハフポストがなでしこ寿司に行った取材の様子を記録した動画において、振袖で調理している袖がまな板に複数回くっついてしまっている点が指摘された。これをきっかけに、公式Instagramや過去のテレビの取材の映像や画像が衛生的に問題があるのではないかとインターネット上に多く拡散され、いわゆる炎上状態となった。
また、過去に店が以前使用していたTwitterアカウントにおいて、伊藤園、サッポロビールや他の飲食店の画像が、右下になでしこ寿司の表記がある状態で公開されていたことも明らかになった。店長の千津井は、前の運営会社がやったことで自分たちは関与していないと釈明しており、また運営会社が変わって以降はやっていないと説明している。

### 今後
女性寿司職人のリーダーをつくって世界中や日本中に羽ばたいていける店になりたいという。また、職人など、クリエイターとコラボし、女性職人用の道具や衣装を作りたいとも話している。
職人を養成する「スクール」も始めており、また海外で寿司のパフォーマンスを披露するなどの活動も積極的に展開している。将来的には、フランチャイズ化を行い世界展開もしたいと話している。

### 閉店
2022年12月21日までに、秋葉原での営業終了を公式サイトで発表。今後については「現在不定期ではありますが別場所で営業しております」とした。